# Cayetano Valdés y Flores
Pour les articles homonymes, voir Valdés.
Cayetano Valdés y Flores (aussi connu sous le nom Valdés y Bazan) est un marin espagnol né en 1767 et mort en 1835 à Cadix. Il commande le Neptuno, un navire de ligne à 80 canons, durant la bataille de Trafalgar.

## État de service
- 1781 : engagement comme guardiamarina (aspirant de marine)
- 1782 : il sert sous les ordres de l'amiral Luis de Cordova
- 1784 : il sert sous les ordres de l'amiral Barceló
- 1789 à 1794 : il fait partie de l'expédition d'Alessandro Malaspina à bord du Descubierta dans l'océan Pacifique
- 14 février 1797 : il commande le Pelayo lors du combat de Saint-Vincent durant lequel il se distingue particulièrement
- 1797 à 1799 : il sert sous les ordres de l'amiral Mazarredo, pour la défense de Cadix
- 1799 : son escadre (escadre de l'amiral Gravina) est transférée à Brest où il prend le commandement du Neptuno (vaisseau qu'il commandera lors de la bataille de Trafalgar).
- 1802 : retour à Cadix de l'Escadre de l'amiral Gravina après avoir participé à une expédition franco-espagnol à Saint-Domingue
- 1805 : il participe à la bataille de Trafalgar aux commandes du Neptuno au cours de laquelle il est blessé
- Prend le commandement de l'escadre de Cadix
- 1808 : il prend le commandement de l'escadre de Carthagène.
- 1809 : il est nommé Lieutenant-général et capitaine-général de Cadix
- 1814 : internement au Château d'Alicante
- 1820 : il retrouve son commandement de Cadix
- 1822 - 1823 : il est élu député des Cortès
- 1823 - 1833 : exil en Angleterre à la suite de son opposition à la monarchie absolue
- 1833 : il retrouve son commandement de Cadix et est nommé capitaine général (capitán general) de l'armée d'Espagne